# Nordkalotten
Nordkalotten er et geografisk område i det nordvestlige hjørne af Europas fastland.  Som en enkel geografisk beskrivelse, kan man sige at Nordkalotten er det arktiske område af Norge, Sverige, Finland og de nordvestlige dele af Rusland.  Man kan også sige, at Nordkalotten er den nordligste del af Fennoskandia.
Området strækker sig fra Norskehavet og Bodø i vest og sydøstover gennem de nordlige egne af Norge og Sverige, ned til Umeå ved vestkysten af Bottenviken, videre sydøstover til Vaasa i det vestlige Finland langs østkysten af Bottenviken, og videre østover gennem Finland mod grænsen til Rusland og de sydøstlige dele af Karelen, videre nordover langs Karalens østgrænse og Kolahalvøen, til Barentshavets sydlige bred og indløbet til Hvidehavet.  Grænsebeskrivelsen er ikke fast defineret, da begrebet Nordkalotten kan variere i udstrækning mod syd.  I nogle beskrivelser går den sydlige grænse meget længere mod nord, ofte med den nordligste del af Bottenviken som den sydlige grænse.
Området bebos af finner, nordmænd, svenskere, russere og samer.